# Robert Faurisson
Robert Faurisson Aitken (Shepperton, 25 gennaio 1929 – Vichy, 21 ottobre 2018) è stato un saggista e pubblicista francese con cittadinanza britannica, noto soprattutto per i suoi lavori negazionisti dell'Olocausto.
Di origine britannica, naturalizzato francese, egli divenne principalmente conosciuto per il suo negazionismo dell'Olocausto. Provocò forti controversie con una serie di articoli pubblicati nella rivista Journal of Historical Review (rivista californiana di estrema destra), e in altre riviste e periodici a sfondo politico improntati sulla stessa linea, e in lettere inviate ai quotidiani francesi, in principal modo a Le Monde, contraddicendo la storia e l’intero impianto su cui si impernia l'Olocausto, negando l'esistenza delle camere a gas, l'uccisione sistematica degli ebrei europei durante la seconda guerra mondiale con l'utilizzo del gas, e l'autenticità del diario di Anna Frank. Dopo l'approvazione nel 1990 in Francia della legge Gayssot contro il diniego dell'Olocausto, Faurisson fu processato, condannato e nel 1991 rimosso dall'insegnamento universitario.
Le sue tesi sono unanimemente respinte dalla comunità degli storici.

## Biografia
Nato a Shepperton, nel Regno Unito da padre francese e madre scozzese, si laureò in lettere nel 1972 alla Sorbona di Parigi, in cui tenne inoltre lezioni dal 1969 al 1974, e insegnò presso l'Università di Lione 2 dal 1974 al 1990. Nel corso degli anni sessanta e settanta pubblicò alcune monografie di critica letteraria.
Faurisson iniziò a occuparsi della Shoah dopo la lettura nel 1960 di un articolo dello storico tedesco Martin Broszat, futuro direttore dell'Institut für Zeitgeschichte di Monaco di Baviera (Istituto di storia contemporanea), nel quale si affermava che nei campi di concentramento di Dachau e Buchenwald, territorio del vecchio Reich tedesco, non ci sarebbero state camere a gas, le cui installazioni sarebbero state riservate ai territori acquisiti durante la guerra. Nella sua ricerca Faurisson consultò sia altri negazionisti sia storici "ortodossi", entrando inoltre in corrispondenza con Paul Rassinier, un ex partigiano francese deportato nei campi di Buchenwald e Dora, impropriamente indicato dai negazionisti stessi come il padre fondatore del negazionismo. In realtà, il primo a mettere in dubbio l'Olocausto fu Maurice Bardèche, noto neofascista francese, cognato di Robert Brasillach.
Nel 1978 Faurisson scrisse un articolo, «Le problème des chambres à gaz», un breve scritto che metteva in dubbio l'esistenza delle camere a gas naziste. Non trovando testate disponibili, Faurisson pubblicò l'articolo sulla rivista "Défense de l'Occident", di proprietà di Maurice Bardèche.

Lo stesso testo fu poi ripubblicato sul quotidiano Le Monde il 29 dicembre 1978, accompagnato da un articolo a commento dello storico Georges Wellers. Nell'articolo Faurisson, persuaso dell'inesistenza delle camere a gas, sollecitava gli storici ad aprire un dibattito sul tema, e invitava chiunque a presentare prove incontrovertibili della loro esistenza e del loro funzionamento. Il giorno successivo intervenne sul quotidiano Olga Wormser-Migot, a cui seguì la Lettre en droit de réponse publiée par le journal (Le Monde, 16 gennaio 1979). Il 21 febbraio 1979 ancora "Le Monde" pubblicò la dichiarazione detta dei trentaquattro storici, redatta da Pierre Vidal-Naquet e Léon Poliakov, in cui si rispose a Faurisson che le numerose testimonianze documentali e orali raccolte, fra le quali le confessioni dei tedeschi stessi, rendevano impossibile dubitare della realtà dello sterminio. Sulla questione tecnica, di cui Faurisson aveva chiesto conto, l'articolo chiosava: 
(Le Monde, 21 febbraio 1979, p. 23)
Faurisson inviò quindi il 26 febbraio 1979 una lettera al quotidiano, in risposta alla dichiarazione, intitolata Une preuve… une seule preuve", in cui chiedeva che gli fosse fornita una singola prova inoppugnabile sull'esistenza delle camere a gas. "Le Monde" rifiutò tuttavia di pubblicare la sua lettera. Faurisson acquisì quindi grande notorietà grazie a questa polemica.
Nel 1980 il linguista statunitense Noam Chomsky, intellettuale ebreo e socialista libertario, sebbene contrario alle tesi esposte, curò la prefazione dell'opera di Faurisson "Mémoire en défense (Contre ceux qui m'accusent de falsifier l'histoire. La question des chambres à gaz.)" ("Tesi difensiva contro coloro che mi accusano di falsificare la storia. La questione delle camere a gas"), sostenendo il principio della libertà di espressione di tutti, e quindi anche di Faurisson. Per questo Chomsky ricevette numerose critiche, alle quali rispose con le "Réponses inédites à mes détracteurs parisiens" (Risposte inedite ai miei detrattori parigini). Chomsky dichiarò fra l'altro di non conoscere bene le tesi di Faurisson, e che ciononostante, per quello che egli poteva giudicarne, Faurisson gli appariva come «una specie di liberal relativamente apolitico». Per queste sue asserzioni Chomsky fu criticato duramente dallo storico francese Pierre Vidal-Naquet, che lo accusò di superficialità e di disonestà intellettuale.
Il 26 aprile del 1983 si concluse un processo a suo carico, con la duplice imputazione di "danni recati a terzi" e "falsificazione della storia". La corte d'appello di Parigi condannò Faurisson per "danni recati a terzi" per le sue affermazioni prive di valore scientifico, non giustificate dai suoi studi e di carattere puramente polemico, quale "i pretesi massacri nelle camere a gas e il preteso genocidio sono una sola e stessa menzogna". La corte si dichiarò tuttavia incompetente a esprimere un giudizio sulle sue tesi relative all'impossibilità dell'esistenza delle camere a gas, rimandando tale giudizio agli esperti e al pubblico, e respinse l'altro capo di imputazione, ossia di "falsificazione della storia", affermando che le accuse di leggerezza formulate contro i suoi studi non erano pertinenti e non potevano essere sufficientemente provate, e che nelle sue opere non si ravvisava né negligenza né incuria.
Faurisson, a seguito del processo, affermò impropriamente che la corte avrebbe riconosciuto la fondatezza dei suoi studi e la sua legittimità nel dubitare dell'esistenza delle camere a gas, mentre in realtà essa non s'era pronunciata nel merito, bensì unicamente sul metodo.
Pur tuttavia, le conclusioni della corte di appello di Parigi vennero contestate da Wellers e Vidal-Naquet.
In seguito Faurisson ha pubblicato una vasta bibliografia "revisionista", in cui critica aspramente la storiografia sulla Shoah, che con disprezzo definisce "sterminazionista" in risposta all'epiteto di "negazionista" a lui attribuito.
Nel 1990 fu rimosso dall'insegnamento e privato della pensione a causa delle sue tesi negazioniste. Egli ha inoltre subìto altri processi per avere negato i crimini contro l'umanità, ricevendo in alcuni delle assoluzioni e in altri delle condanne a pene pecuniarie (oltre a tre mesi in libertà vigilata, il 3 ottobre 2006).
Robert Faurisson è stato anche fatto oggetto di aggressioni fisiche; nella più grave (1989) ha riportato la frattura della mascella.

## Le sue tesi
Faurisson ha concentrato i suoi scritti prevalentemente sul punto relativo alle camere a gas, e la sua tesi principale è stata chiamata, dai suoi sostenitori, come l"impossibilità tecnica dell'esistenza delle camere a gas naziste", poi ripresa da altri negazionisti come Carlo Mattogno, seppur criticata su alcuni dettagli tecnici dal negazionista italiano.
Faurisson sosteneva che:
1. non sarebbe mai esistito un piano preordinato di sterminio fisico degli ebrei, bensì sarebbe esistito un progetto per una loro emigrazione forzata (le leggi di Norimberga sarebbero state una risposta ai boicottaggi del Congresso Ebraico Mondiale[21]) fuori dell'Europa (ad es. Madagascar, Palestina o Uganda) e, in tempo di guerra, un piano di evacuazione verso i territori dell'Est appena occupati;
2. non sarebbero stati uccisi 6 milioni di ebrei ma un numero molto inferiore (circa 500 000), a causa delle operazioni militari, della durezza dei campi di lavoro forzato, delle epidemie di tifo e dei bombardamenti alleati sui campi di concentramento; le immagini dei prigionieri denutriti sarebbero da contestualizzare nel momento di abbandono dei campi da parte dei tedeschi in ritirata[22]; Hitler non sarebbe responsabile di nessun ordine di sterminio;
3. l'esistenza delle camere a gas nei campi di sterminio tedeschi sarebbe stata tecnicamente impossibile; il gas Zyklon-B sarebbe stato utilizzato solo per disinfestazioni dai pidocchi presenti nei vestiti[22]; i forni crematori erano usati a fini igienici;
4. l'intera storia dell'Olocausto sarebbe infine un'enorme invenzione della propaganda alleata, inizialmente per criminalizzare il nazionalsocialismo al processo di Norimberga, poi a favore dello Stato d'Israele e della lobby ebraica.

### L'ordine dello sterminio fisico degli ebrei
Faurisson sostiene, in mancanza di un ordine scritto di Hitler o delle altre massime cariche del Terzo Reich per uno sterminio fisico degli ebrei, che quest'ordine non sarebbe mai esistito, e che quindi tale sterminio non avrebbe avuto luogo. Faurisson ha sostenuto in più occasioni: "Hitler non ha mai ordinato né consentito che chicchessia fosse ucciso a causa della sua razza o della sua religione".
Fra le risultanze documentali in opposizione alle sue tesi vengono ricordate la conferenza di Wannsee del 20 gennaio 1942 e il discorso tenuto da Heinrich Himmler a Poznań (Posen in tedesco), in cui si parla esplicitamente di "Ausrottung des jüdischen Volkes" ("lo sterminio del popolo ebraico"), e le analogie con il precedente piano nazista Aktion T4, il programma di eutanasia che portò alla soppressione di decine di migliaia di persone affette da malattie mentali inguaribili e da gravi malformazioni fisiche e che aveva causato numerose proteste. Del piano di sterminio denominato Aktion T4 esiste l'ordine scritto di Hitler, e secondo alcuni storici furono proprio le proteste sollevate da questo piano di sterminio che indussero Hitler a evitare qualsiasi ordine scritto relativo all'Olocausto.
Faurisson affermò inoltre che la conferenza di Wannsee si sarebbe riferita all'evacuazione a Est delle popolazioni ebraiche, non già a un loro sterminio fisico. Alcuni storici, tra cui Martin Broszat e Christopher R. Browning non ritengono che a Wannsee venne formulato l'ordine dello sterminio, ma semplicemente definita l'organizzazione dello stesso.
È comunque da ricordare che il segretario della conferenza di Wannsee fu Adolf Eichmann, il quale nel corso del processo a suo carico a Gerusalemme confermò che fu proprio in questa occasione che si implementò il piano di sterminio, e che a latere della conferenza stessa i partecipanti parlarono in modo molto franco e diretto delle diverse metodiche pratiche di omicidio degli ebrei. Attualmente, la maggioranza degli storici della Shoah ritiene comunque provato che Wannsee fu proprio il luogo in cui si definì lo sterminio degli ebrei d'Europa.
In merito al discorso di Himmler, Faurisson sostenne invece che la corretta interpretazione della fonte dipendesse dal reinserimento del termine Ausrottung nel suo contesto, ossia "Ich meine jetzt die Judenevakuierung, die Ausrottung des jüdischen Volkes" (Intendo ora l'evacuazione degli ebrei, l'estirpazione del popolo ebreo), affermando che il capo delle SS intendesse parlare di semplici deportazioni, e non di uccisioni. Anche rispetto a questa osservazione di Faurisson venne data risposta: nel discorso di Himmler vi sono molteplici passaggi che trattano l'argomento, con l'esplicita indicazione che proprio di morti si sta parlando: Und zugesehen, es durchgestanden hat keiner. Von Euch werden die meisten wissen, was es heisst, wenn 100 Leichen beisammen liegen, wenn 500 daliegen oder wenn 1000 daliegen. (E nessuno di loro [NDR: i tedeschi] ha visto, c'è passato attraverso. La maggior parte di voi [NDR: Himmler parla agli ufficiali delle SS] sa che cosa significa quando 100 corpi giacciono insieme, quando 500 corpi giacciono insieme, o quando ne giacciono insieme 1000).

### La tesi dell'impossibilità tecnica delle camere a gas naziste
Secondo Faurisson, non esisterebbero né documenti né testimonianze attendibili in grado di dimostrare l'esistenza di camere a gas omicide nei campi nazisti durante la seconda guerra mondiale; i resti delle camere a gas e le descrizioni pervenuteci del loro funzionamento non reggerebbero a un'analisi critica, e sarebbe stato tecnicamente impossibile utilizzarle a scopi omicidi, soprattutto secondo le modalità documentate dalle testimonianze. Faurisson si occupò delle strutture che utilizzarono lo Zyklon B (nei campi di Auschwitz e di Majdanek), mentre altrove (Bełżec, Sobibór, Treblinka e Chełmno) venne utilizzato monossido di carbonio prodotto dai fumi di scarico di grossi motori.
Il punto più critico, secondo il francese, sarebbe rappresentato dalla ventilazione delle camere a gas, procedimento che egli descrive come molto lungo e complesso (in particolare nel caso si sia utilizzato lo Zyklon B, universalmente indicato come strumento per lo sterminio degli ebrei), e che quindi secondo le sue valutazioni risulterebbe incompatibile con i racconti dei testimoni e con le specifiche tecniche delle camere a gas. Ulteriore elemento ritenuto poco attendibile sarebbe quello relativo alla prossimità dei crematori ai locali indicati quali camere a gas, giacché l'acido cianidrico (di cui è principalmente composto lo Zyklon B) sarebbe un acido altamente infiammabile. Inoltre tali locali risulterebbero strutturalmente inadatti a gasazioni omicide in quanto manchevoli delle usuali misure di sicurezza (ad es. porte e vetri a tenuta stagna). Da ciò nacquero una congerie di studi riguardanti aspetti storiograficamente marginali ma considerati assolutamente essenziali dai negazionisti, quali la forma e le misure dei pertugi attraverso i quali lo Zyklon B veniva introdotto nelle camere a gas; la forma e la struttura delle loro porte; l'esatta misurazione dell'area di tutti gli ambienti dedicati allo sterminio e così via.
Essendosi Faurisson convinto che non esistessero studi approfonditi riguardo al funzionamento delle camere a gas naziste, egli quindi sostenne di aver ottenuto informazioni riguardo alla struttura e al funzionamento di quelle moderne da sei penitenziari statunitensi (San Quintino in California, Jefferson City in Missouri, Santa Fe nel Nuovo Messico, Raleigh nella Carolina del Nord, Baltimora nel Maryland e Florence in Arizona), che utilizzavano un metodo di gasazione basato sull'immissione di acido cianidrico, ipoteticamente simile a quello che si sarebbe utilizzato in alcuni campi di concentramento. Sulla base di queste ritenne necessario rivolgersi a un presunto esperto della tecnologia delle camere a gas statunitensi, che secondo lui avrebbe potuto determinare se quelle tedesche per esecuzioni fossero utilizzabili come tali.
Durante il processo contro il neonazista Ernst Zündel del 1988, al quale partecipò Faurisson stesso quale consulente e testimone della difesa, depose anche Fred Leuchter, raccomandato a Barbara Kulaszka, membro del collegio difensivo di Zündel, da Bill M. Armontrout, direttore del penitenziario di Jefferson City (Missouri) come esperto statunitense in progettazione, funzionamento e installazione di camere a gas. A Leuchter venne commissionata una perizia forense che prevedeva un sopralluogo negli ex campi di Auschwitz, Birkenau e Majdanek. Leuchter si recò quindi in Polonia per condurre la sua indagine, al termine della quale redasse un rapporto, stilato in due settimane e comprendente 192 pagine: The Leuchter Report: An Engineering Report on the Alleged Execution Chambers at Auschwitz, Birkenau, and Majdanek Poland, la cui introduzione venne curata da Faurisson stesso, allorché l'opera fu pubblicata l'anno successivo e che divenne la base per le sue ipotesi successive.
Il Rapporto Leuchter sostiene che le camere a gas naziste di Auschwitz non sarebbero state strutturalmente adatte a uccidere degli esseri umani, e che l'analisi chimica di campioni delle pareti avrebbe rivelato minori tracce di cianuri, laddove ne rivelerebbe in grande quantità nei locali adibiti alla disinfestazione dei vestiti, parimenti effettuata tramite acido cianidrico (Zyklon B). Le tesi di Faurisson e le conclusioni di Leucther furono criticate dal farmacista francese Jean-Claude Pressac, che in particolare contestò il fatto che non si fosse tenuto conto, né delle diverse condizioni d'uso del gas - per la disinfestazione veniva lasciato operare per diverse ore senza aerazione, mentre per l'uccisione di esseri umani lo si adoperava per pochi minuti e poi si procedeva all'aerazione del locale - né delle diverse condizioni delle camere di sterminio, dove i residui erano rimasti esposti a lungo agli agenti atmosferici, in seguito al fatto che le strutture erano state distrutte dai tedeschi in ritirata, mentre le camere di disinfestazione degli indumenti erano rimaste intatte.
L'attendibilità di Leucther quale esperto venne messa pesantemente in dubbio all'interno dello stesso processo Zündel, tanto che la sua expertise non venne accettata dalla corte canadese: egli subì inoltre un processo negli Stati Uniti per essersi firmato ingegnere senza aver conseguito la laurea in ingegneria e venne condannato. Le Corti Federali della Florida e della Virginia rigettarono altre testimonianze di Leuchter in quanto inaffidabili, accusando Leuchter di inaccuratezza e di aver deliberatamente modificato le dichiarazioni contenute in un affidavit. Leucther sostenne in seguito che tali accuse fossero delle mere calunnie, ritenendo di aver subito delle persecuzioni in seguito alla sua testimonianza nel processo contro Zündel ad opera di alcune associazioni ebraiche, le quali avrebbero secondo lui esercitato pressioni per non fargli ottenere ulteriori incarichi professionali dalle strutture pubbliche statunitensi.
Sottoposto a dure critiche, l'attendibilità del rapporto Leuchter venne pesantemente messa in dubbio anche da altri negazionisti, quali per esempio Carlo Mattogno, che lo definì tecnicamente infondato: a questo punto, nel 1992 Faurisson addusse, come ulteriore sostegno alla sua tesi sulle camere a gas, altri due rapporti, che avrebbero confermato le conclusioni di fondo del rapporto Leucther:
- Il rapporto di Germar Rudolf, chimico tedesco membro della Max Planck Gesellschaft (in seguito espulso dall'Istituto)[38].
- Il rapporto di Walter Lüftl, ingegnere austriaco e presidente dell'Ordine degli ingegneri austriaci (costretto a dimettersi immediatamente dopo la sua presa di posizione pubblica a favore del negazionismo)[39].

A questi due, Faurisson aggiunse anche la prima redazione del rapporto di Jan Markiewicz, membro dell'Istituto di ricerca forense di Cracovia, commissionato dal Museo Statale di Auschwitz: Faurisson infatti riteneva che portasse acqua al suo mulino. In questo primo rapporto interno, del 1990, nel quale i ricercatori polacchi non erano ancora al corrente del rapporto Leuchter, le analisi dell'istituto in realtà rilevarono tracce di acido cianidrico anche nelle camere di sterminio, concludendo come Pressac che il motivo della scarsa quantità rinvenuta - rispetto agli ambienti utilizzati per l'eliminazione dei pidocchi - fosse la lunga esposizione agli agenti atmosferici. Nell'edizione definitiva del Rapporto-Markiewicz, vennero inoltre criticate le conclusioni di Leuchter e il metodo da lui utilizzato. In seguito, la differente concentrazione delle tracce di acido cianidrico fra le camere di sterminio e quelle utilizzate per l'eliminazione dei pidocchi venne ancora una volta spiegata per il fatto che l'esposizione al gas nelle seconde ebbe luogo per periodi molto più lunghi e per tempi enormemente maggiori rispetto alle prime, in coerenza con i documenti e le testimonianze conosciute, nonché con le analisi effettuate e gli studi chimico-ingegneristici già apparsi.
Un'ulteriore incongruenza nelle tesi di Faurisson avvenne in merito al documento Gerstein, dal nome di Kurt Gerstein, ufficiale delle SS coinvolto nell'ordinazione di gas Zyklon-B che veniva usato sia per la disinfestazione che per lo sterminio, il quale prima di morire in prigione nel dopoguerra, lasciò una testimonianza sull'uso omicida del gas. Faurisson tentò di trovare contraddizioni interne nella sua deposizione sostenendo di aver scoperto che il numero di vittime stipate nelle camere a gas non ci sarebbe entrato fisicamente. Successivamente si scoprì che Faurisson basava le sue stime sul numero di persone che potevano entrare in un vagone della metropolitana, attirandosi così smentite sulla sua affermazioni (anche da parte di altri negazionisti).
Le tesi di Faurisson furono avversate da numerosi studiosi di diverse specializzazioni, tra cui Pierre Vidal-Naquet, Georges Wellers, Jean-Claude Pressac e Robert Jan van Pelt. Le principali critiche sulla problematica tecnica inerente alle camere a gas giunsero dagli ultimi due, che dimostrarono in una serie di studi storico-ingegneristico-chimici la possibilità tecnica nonché la reale esistenza delle camere a gas ad Auschwitz.
Il Rapporto Rudolf, che viene attualmente sostituito al Rapporto Leuchter come base chimico/scientifica delle tesi negazioniste, è stato sottoposto a critica, oltre che dalle risultanze delle analisi dell'"Istituto di ricerca forense" di Cracovia, dal farmacologo americano Richard J. Green, secondo il quale le tracce rinvenute sono del tutto compatibili scientificamente con l'esistenza di camere di sterminio nelle strutture indicate. Rudolf e altri negazionisti replicarono a Green, nel tentativo di coinvolgere Green in una lunga querelle all'interno della quale essi avrebbero potuto giocare il ruolo di "controparte scientifica". Le numerose argomentazioni degli oppositori del negazionismo sono state raccolte nel volume del cardiologo italiano Francesco Rotondi.
Il professore di architettura Robert J. van Pelt, che aveva partecipato come consulente della difesa nel 1999/2000 a un processo intentato da David Irving contro Deborah Lipstadt nel corso del quale Irving aveva presentato il rapporto Rudolf come proprio affidavit, nella sua successiva opera basata sul suo rapporto processuale pubblicata nel 2002 criticò approfonditamente il rapporto Rudolf analizzando la questione delle camere a gas di Auschwitz dal punto di vista storico e ingegneristico, col sostegno di documenti del Museo Statale di Auschwitz-Birkenau, di una serie di testimonianze dell'epoca e l'apporto di altri ingegneri e chimici. Fra le testimonianze, vi fu quella di Michal Kula, che fu il costruttore delle colonne metalliche per l'immissione dei gas nelle camere di sterminio. I negazionisti affermarono che le testimonianze erano inaffidabili (è da notare che per i negazionisti non esiste nessuna testimonianza attendibile per il processo dello sterminio, nemmeno quelle dei tedeschi rei confessi) e rilevarono la presunta mancanza di resti visibili di fori per gli apparati descritti (o per altri mezzi di immissione) tra le macerie del tetto di una delle camere a gas di Auschwitz (secondo lo slogan di Faurisson: no holes, no holocaust). Sulla presenza di questi fori si è sviluppata una diatriba, visto che tali aperture effettivamente esistono tuttora, ma i negazionisti ritengono che siano stati fatti ad arte o che in realtà non siano quel tipo di fori di cui si parla. In conclusione, il giudice della causa fra Irving e Deborah Lipstadt dette completamente ragione alla seconda, confermando giudiziariamente le conclusioni di van Pelt e rigettando il rapporto Rudolf.

### Faurisson e il diario di Anna Frank
Nel 1978 Faurisson pubblicò un lungo articolo nel quale affermava che il Diario di Anna Frank fosse un falso, prodotto artificiosamente dal padre di Anna, Otto Frank. Il tema della veridicità del Diario è un classico topos negazionista, ma Faurisson diede alla questione un taglio pseudoscientifico, causando molte polemiche. Nel 1986 - a seguito di approfondite ricerche filologiche e chimico-scientifiche al fine di sottoporre ad analisi non solo il testo del Diario, ma anche il tipo di carta e l'inchiostro utilizzato dalla Frank - venne pubblicata un'edizione critica del Diario di Anna Frank, che riuscì non solo a dimostrare la genuinità del testo, ma fece anche cadere le varie illazioni negazioniste. Purtuttavia, Faurisson insistette nuovamente a cercare di dimostrare la veridicità dei suoi assunti, pubblicando nel 2000 una rivisitazione del suo articolo originario. Entrambi gli articoli di Faurisson sono stati analizzati e sottoposti a critica, rilevandone l'inconsistenza storica e le varie incongruenze logiche.

## Ultimi anni
Faurisson sostiene di aver indotto numerosi storici a rivedere le loro posizioni, travisando però in parte o in tutto il loro pensiero.
Lo storico francese Eric Conan nel 1995 affermò che Faurisson aveva ragione nell'affermare che una delle camere a gas di Auschwitz che viene mostrata ai turisti è in realtà una ricostruzione eseguita nel dopoguerra a fini didattici e museali.
(Eric Conan, “Auschwitz : la mémoire du mal”, « L’Express », 19-25 gennaio 1995, p. 68)
 È da notare che il ragionamento di Conan ha un forte riferimento sulla capacità insita nel metodo della scienza storiografica di emendare sé stessa per successivi affinamenti, indipendentemente dalle prese di posizione dei negazionisti, e che il testo dal quale viene tratta la precedente citazione riconosce senza alcun dubbio la veridicità storica della Shoah e della camere a gas di Auschwitz-Birkenau.
Faurisson citò anche Jacques Baynac, un altro storico francese, il quale nel 1996 aveva affermato che non vi erano prove dell'esistenza delle camere a gas naziste ("assenza di documenti, di tracce o di altre prove materiali"). Il negazionista francese ha ritenuto lo scritto di Baynac l'atto di capitolazione della storiografia "ortodossa". Quest'ultimo, tuttavia, si riferisce a questioni di metodo storiografico, in relazione al dibattito sulle leggi francesi contro il revisionismo dell'Olocausto, e sostiene che, in mancanza di documenti che provino in modo inoppugnabile l'esistenza delle camere a gas, la ricerca storica deve proporsi di dimostrare, con altri documenti l'impossibilità della loro inesistenza: "Stabilendo che l'inesistenza delle camere a gas è impossibile, si liquiderà definitivamente la pretesa del negazionismo di porsi come una scuola storica tra altre e lo si costringerà ad apparire per ciò che è sin dall'inizio: una ideologia, quella di una setta propugnatrice di una utopia reazionaria il cui mezzo e il cui fine sono di cambiare il passato escludendo il reale a vantaggio del virtuale".
Nel dicembre del 2006 ebbe luogo a Teheran la Conferenza internazionale per la revisione della visione globale dell'Olocausto, patrocinata dal presidente iraniano Mahmoud Ahmadinejad, alla quale parteciparono molti storici negazionisti, l'ex leader del Ku Klux Klan David Duke e persino sei rabbini definiti "anti-sionisti". Faurisson presentò in tale sede una relazione in cui esponeva sinteticamente quelle che ritiene essere le più notevoli vittorie che il negazionismo avrebbe ottenuto negli anni.
In un'intervista del 3 marzo 2008 concessa alla giornalista italiana Giovanna Canzano, Faurisson ha dichiarato di essere giunto alla fine della sua carriera di storico, a causa della sua vecchiaia e poiché ritiene oramai concluso il suo compito, ossia di aver vinto la polemica scientifica contro i suoi avversari. Nel dibattito storiografico sulla Shoah il nome di Faurisson è invece assente e le presunte vittorie del negazionismo vengono rilevate solo nelle pubblicazioni e nei siti negazionisti e neonazisti.
Viveva a Vichy, curiosamente la sede del governo filonazista tra 1940 e il 1944. Faurisson è morto improvvisamente di attacco cardiaco a 89 anni nel 2018, mentre era in attesa di un nuovo processo per alcuni scritti del 2013 e del 2014.